# Acacia galpinii
Acacia galpinii är en ärtväxtart som beskrevs av Burtt Davy. Acacia galpinii ingår i släktet akacior, och familjen ärtväxter. Inga underarter finns listade i Catalogue of Life.